# Сєверний (Новокузнецький район)
Сє́верний (рос. Севернный) — селище у складі Новокузнецького району Кемеровської області, Росія. Входить до складу Красулинського сільського поселення.

## Населення
Населення — 464 особи (2010; 430 у 2002).
Національний склад (станом на 2002 рік):
- росіяни — 94 %